# Bola de bowling

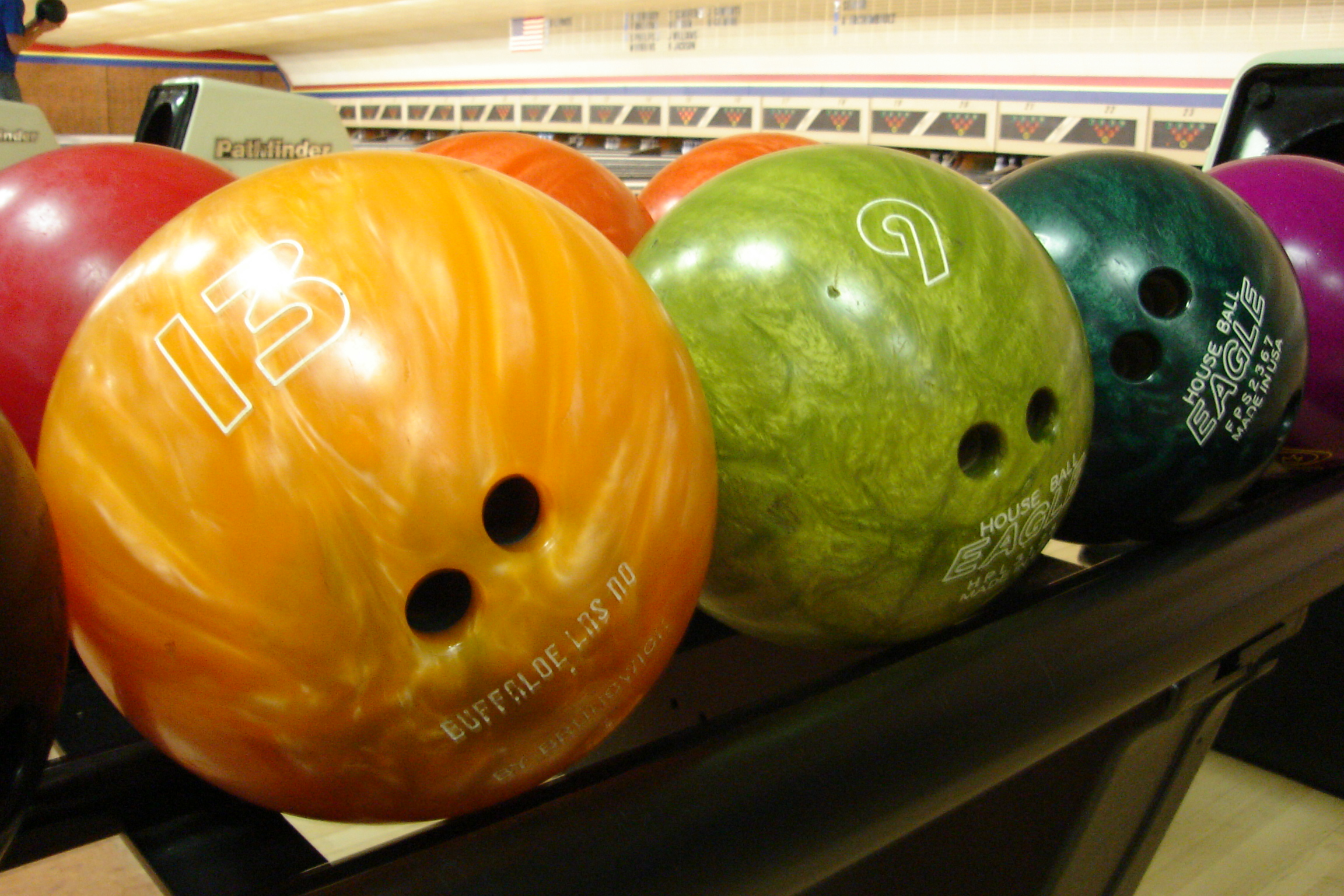
Bolas de bowling.

Una bola de bowling, bola de bolos o bola de boliche, es una bola redonda construida de uretano, plástico, resina reactiva o una combinación de estos materiales que se utiliza para practicar bowling. Las bolas de bowling de diez bolos por lo general tienen un conjunto de tres agujeros, uno para el dedo anular otro para el dedo medio, y otro para el pulgar; sin embargo, las reglas permiten que las bolas tengan hasta diecisiete perforaciones. Una bola para practicar bowling de cinco palos no posee agujeros para los dedos y es de menor tamaño de forma tal que el jugador la pueda sostener en la palma de su mano. Las bolas para candlepin bowling también caben en la mano, pero son más livianas que las bolas de cinco-palos. También existen bolas de bowling de 6-16 libras. El límite máximo permitido en partidos de torneos o asociaciones deportivas es 16, sin embargo es posible conseguir bolas de hasta 16 libras.
La mayoría de las boleras proporcionan a sus usuarios bolas de patrón estándar, llamadas bolas house, aunque muchos jugadores, especialmente con un nivel técnico avanzado, usan sus propias bolas. Estas suelen ser de elaboración personalizada por lo que los agujeros pueden estar adaptados a las medidas de los dedos de su dueño (en el caso de las bolas de bowling de diez palos). En este caso al ajustarse mejor y proporcionar mayor agarre estas bolas personalizadas suelen ser un par de libras más pesadas que las bolas house.
Las bolas de bowling se fabrican en una gran variedad de colores, pueden tener un único color homogéneo, tener un diseño con múltiples colores entremezclados, o un único color con una apariencia iridiscente. Incluso es posible hallar bolas transparentes y pintadas por dentro de tal forma que da la sensación de tener un objeto incrustrado en su interior como por ejemplo una calavera o una pelota de fútbol.
Cada bola posee en su interior un núcleo que hace que las bolas se comporten de distintas maneras.  Estos núcleos se encuentran desbalanceados dinámicamente para provocar la propia estabilización de la bola mientras rueda por la pista. Esto hace que la bola ruede sobre un punto diferente en cada giro de la misma evitando así el desgaste y la acumulación del aceite de la pista en una misma franja de la bola.
Los núcleos de las bolas de bowling se construyen con diferentes densidades. Algunos poseen un centro más pesado (low rg) y algunos núcleos se construyen con el peso distribuido más hacia la superficie de la bola (high rg). Bolas con un bajo rg van a girar sobre sí mismas en forma más fácil que bolas con un rg mayor.